# Lasioserica silkae
Lasioserica silkae är en skalbaggsart som beskrevs av Ahrens 1996. Lasioserica silkae ingår i släktet Lasioserica och familjen Melolonthidae. Inga underarter finns listade i Catalogue of Life.